# Dublin Football Club

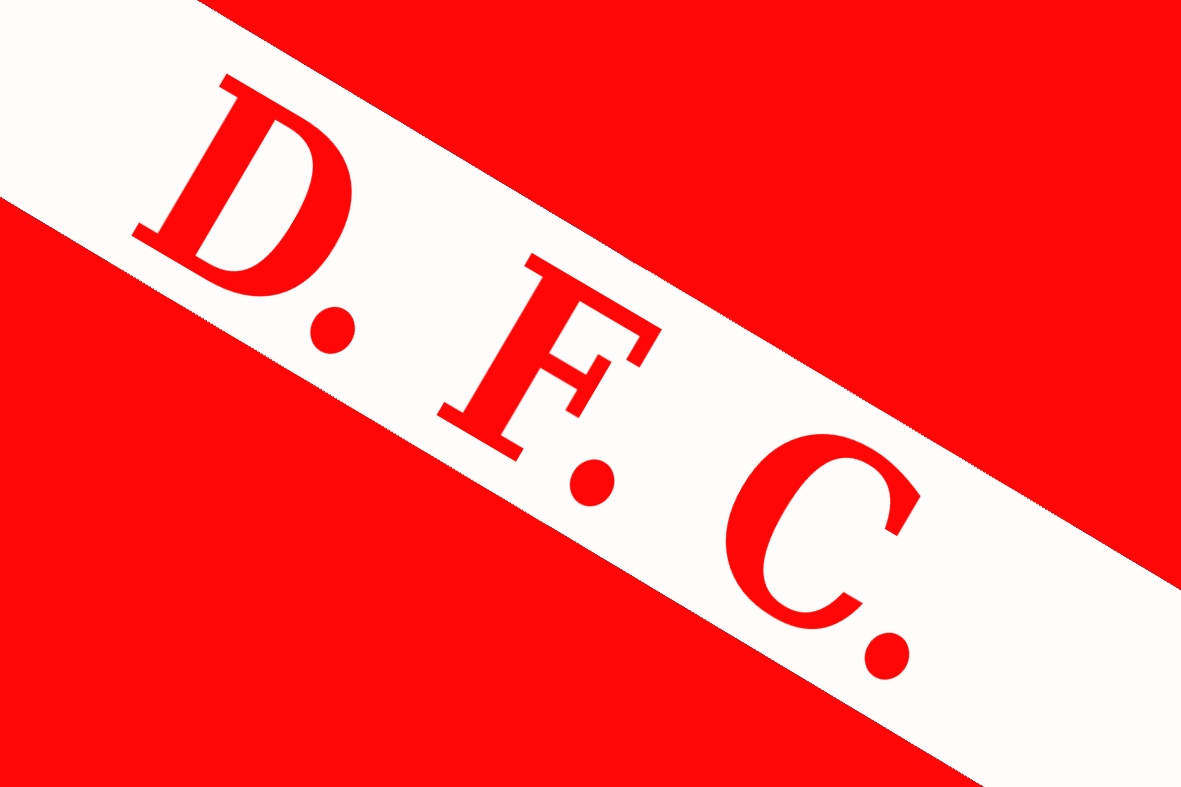
Bandera del Dublin Football Club.

El Dublin Football Club va ser un equip uruguaià de futbol de rellevància durant l'època amateur del campionat de l'Uruguai, especialment durant els anys 1910. Va disputar 13 temporades en la màxima categoria entre 1908 i 1923.

## Dades del club
- Temporades en 1a: 13 (totes amateur)
- Millor posició a Primera Divisió: 4t (1908, 1911 i 1918)
- Pitjor posició en Primera Divisió: 12a (últim) (1922 i 1923)

## Palmarès
- Divisional Intermèdia (1): 1915 (segona categoria, era amateur).

## Curiositats
- En una excursió per al Brasil, el 1917, l'equip va participar d'un amistós davant el Botafogo, durant el qual els dirigents del club brasiler es van vestir de frac i barret de copa alta per a rebre els uruguaians. A partir d'aquest partit, els dirigents esportius brasilers van ser nomenats els Cartola (expressió en portuguès per al barret de copa alta).[1]

- El 7 de gener de 1917, el Dublin FC va empatar 0-0 amb la Selecció de futbol de Brasil a Rio de Janeiro, i a l'any següent, el 27 de gener de 1918, l'equip de Dublin va derrotar a la selecció brasilera, en un partit també jugat a Rio de Janeiro, per 1 a 0.[2]